# Schwarzflecken-Sonnenbarsch
Der Schwarzflecken-Sonnenbarsch (Pomoxis nigromaculatus) ist ein in Nordamerika vorkommender Süßwasserfisch.

## Merkmale
Schwarzflecken-Sonnenbarsche haben einen für Sonnenbarsche relativ langgestreckten, seitlich stark abgeflachten Körper. Die Fische erreichen für gewöhnlich eine Länge von etwa 27 cm. Die Maximallänge liegt bei 49 cm, das bisher festgestellte Maximalgewicht bei 2,7 kg. Die Rückenlinie ist stärker gebogen als die Bauchlinie. Rücken- und Afterflosse sind annähernd gleich groß. Die Grundfarbe der Fische ist hellgrau bis hell olivgrün mit einem silbrigen Schimmer. Oberhalb der Seitenlinie sind Schwarzflecken-Sonnenbarsche meist dunkler. Der gesamte Körper ist mit unregelmäßigen, schwärzlich grünen bis olivgrünen Flecken gemustert (nigromaculatus = schwarz gefleckt). Die Flossen sind ähnlich gefärbt, besitzen zusätzlich aber noch gelbe Flecken. Ihre Ränder sind oft dunkel. Die Geschlechter lassen sich nur während der Laichzeit am größeren Körperumfang der Weibchen unterscheiden.
- Flossenformel: Dorsale VII–VIII/15, Anale VI/16–18.

## Verbreitung
Der Schwarzflecken-Sonnenbarsch ist in den östlichen und mittleren USA weit verbreitet. Da die Art vom Menschen in zahlreichen Gewässern ausgesetzt wurde, ist das ursprüngliche Verbreitungsgebiet nicht ganz sicher. Wahrscheinlich reichte es von Virginia über Florida bis Texas und umfasste auch die Stromgebiete des Mississippis und des Sankt-Lorenz-Stroms und die nordamerikanischen Großen Seen. Heute kommt die Art auch in zahlreichen Seen im Westen der USA und Kanadas vor. Sie wurde dort vom Menschen eingeführt, da sie bei Anglern sehr beliebt ist. Umgangssprachlich wird der Schwarzflecken-Sonnenbarsch auch Crappie genannt.

## Lebensweise
Der Schwarzflecken-Sonnenbarsch leben in kleinen Gruppen in Seen, Teichen, Weihern und in Flussabschnitten mit ruhigem Wasser. Sie bevorzugen dicht bewachsene Gewässer mit Sand- oder Schlammboden und klarem Wasser. Jungfische ernähren sich von Wasserflöhen (Cladocera, Daphnia) und Cyclops, größere Exemplare auch von größeren Krebstieren, Insektenlarven, und den Jungfischen von Weißfischen. Zahlreiche Kiemenrechen erlauben aber auch den ausgewachsenen Tieren noch die Ernährung mit kleinen, planktonischen Krebstieren. Die Fische jagen vor allem in der Dämmerung und in der Nacht.
Schwarzflecken-Sonnenbarsche laichen von April bis Juni bei Wassertemperaturen von 14 bis 20 °C. Dazu säubern die Männchen ein Areal auf dem Gewässerboden. In dieses „Nest“ legen die Weibchen die Eier, wo sie über einen Zeitraum von etwa fünf Tagen, bis zum Schlupf der Jungfische vom Männchen bewacht werden. Die sehr fruchtbaren Weibchen produzieren während einer Laichperiode etwa 10.000 bis 200.000 Eier und laichen in den „Nestern“ mehrerer Männchen ab. Schwarzflecken-Sonnenbarsche werden mit einem Alter von zwei Jahren geschlechtsreif und können etwa sieben Jahre alt werden.